# Венесуэла на летних Олимпийских играх 2008
Венесуэла на летних Олимпийских играх 2008 представлена Олимпийским комитетом Венесуэлы (ОКВ). 109 спортсменов квалифицировались на Олимпиаду в Пекине.

## Награды
См. статистику с официального сайта. 

### Бронза
| Бронза |                 |                               |
| №      | Спортсмены      | Вид спорта (дисциплина)       |
| 1      | Далия Контрерас | Тхэквондо (женщины, до 49 кг) |

## Результаты соревнований

### Академическая гребля
В следующий раунд из каждого заезда проходили несколько лучших экипажей (в зависимости от дисциплины). В финал A выходили 6 сильнейших экипажей, остальные разыгрывали места в утешительных финалах B-F.
Мужчины
| Соревнование | Спортсмены     | Предварительный заезд | Предварительный заезд | Предварительный заезд | Отборочный заезд | Отборочный заезд | Отборочный заезд | Четвертьфинал | Четвертьфинал | Четвертьфинал | Полуфинал     | Полуфинал     | Полуфинал     | Финал   | Финал   | Итоговое место |
| Соревнование | Спортсмены     | Заезд                 | Время                 | Место                 | Заезд            | Время            | Место            | Заезд         | Время         | Место         | Заезд         | Время         | Место         | Время   | Место   | Итоговое место |
| ------------ | -------------- | --------------------- | --------------------- | --------------------- | ---------------- | ---------------- | ---------------- | ------------- | ------------- | ------------- | ------------- | ------------- | ------------- | ------- | ------- | -------------- |
| одиночки     | Дисон Эрнандес | 2                     | 7:54,52               | 5                     | Не проводится    | Не проводится    | Не проводится    | Не участвовал | Не участвовал | Не участвовал | Полуфинал E/F | Полуфинал E/F | Полуфинал E/F | Финал E | Финал E | 24             |
| одиночки     | Дисон Эрнандес | 2                     | 7:54,52               | 5                     | Не проводится    | Не проводится    | Не проводится    | Не участвовал | Не участвовал | Не участвовал | 2             | 7:18,85       | 1             | 7:05,12 | 1       | 24             |

### Бокс
Спортсменов — 6
| Спортсмен        | Категория   | 1/32                    | 1/16                      | Четвертьфиналы            | Полуфиналы           | Финал                | Место |
| Спортсмен        | Категория   | Соперник Результат      | Соперник Результат        | Соперник Результат        | Соперник Результат   | Соперник Результат   | Место |
| ---------------- | ----------- | ----------------------- | ------------------------- | ------------------------- | -------------------- | -------------------- | ----- |
| Эдуард Бермудес  | До 48 кг    | Цзоу Шимин Пор 2 — 11   | Закончил выступление      | Закончил выступление      | Закончил выступление | Закончил выступление |       |
| Эктор Мансанилья | До 54 кг    | Иссах Самир Поб 13 — 10 | Хан Сун Чхоль Поб 17 — 6  | Брюно Жюли Пор 9 — 13     | Закончил выступление | Закончил выступление |       |
| Хонни Санчес     | до 64 кг    |                         | Серик Сапиев Поб 3 — 22   | Закончил выступление      | Закончил выступление | Закончил выступление |       |
| Альфонсо Бланко  | До 75 кг    |                         | Архенис Нуньес Поб 18 — 7 | Даррен Сазерленд Пор 1-11 | Закончил выступление | Закончил выступление |       |
| Луис Гонсалес    | До 81 кг    |                         | Имре Шелло Пор я.п.       | Закончил выступление      | Закончил выступление | Закончил выступление |       |
| Хосе Пайарес     | Свыше 91 кг |                         | Невфель Уата Пор 5 — 7    | Закончил выступление      | Закончил выступление | Закончил выступление |       |

### Борьба
Вольная борьба, мужчины
| Спортсмен    | в/к       | Квалификация              | 1/8 финала            | Четвертьфинал         | Полуфинал             | Доп. раунд 1          | Доп. раунд 2          | Финал                 |
| Спортсмен    | в/к       | Соперник Результат        | Соперник Результат    | Соперник Результат    | Соперник Результат    | Соперник Результат    | Соперник Результат    | Соперник Результат    |
| ------------ | --------- | ------------------------- | --------------------- | --------------------- | --------------------- | --------------------- | --------------------- | --------------------- |
| Луис Вивенес | До −96 кг | Таймураз Тигиев Пор 9 - 0 | Завершила выступление | Завершила выступление | Завершила выступление | Завершила выступление | Завершила выступление | Завершила выступление |

Вольная борьба среди женщин
| Спортсмен               | в/к      | Квалификация              | 1/8 финала                | Четвертьфинал         | Полуфинал             | Доп. раунд 1          | Доп. раунд 2          | Финал                 |
| Спортсмен               | в/к      | Соперник Результат        | Соперник Результат        | Соперник Результат    | Соперник Результат    | Соперник Результат    | Соперник Результат    | Соперник Результат    |
| ----------------------- | -------- | ------------------------- | ------------------------- | --------------------- | --------------------- | --------------------- | --------------------- | --------------------- |
| Майелис Карипа Кастильо | До 48 кг | Ванесса Бубремм Пор 2 - 0 | Завершила выступление     | Завершила выступление | Завершила выступление | Завершила выступление | Завершила выступление | Завершила выступление |
| Марсия Андраде Мендоса  | До 55 кг |                           | Людмила Кристеа Пор 7 - 6 | Завершила выступление | Завершила выступление | Завершила выступление | Завершила выступление | Завершила выступление |

### BMX
| Спортсмен      | Соревнование | Seeding | Seeding | Четвертьфинал | Четвертьфинал | Полуфинал            | Полуфинал            | Финал                | Финал                |
| Спортсмен      | Соревнование | Время   | Место   | Время         | Место         | Время                | Место                | Время                | Место                |
| -------------- | ------------ | ------- | ------- | ------------- | ------------- | -------------------- | -------------------- | -------------------- | -------------------- |
| Хонатан Суарес | Личный зачёт | 36.325  | 8       | 17            | 5 H1          | Закончил выступление | Закончил выступление | Закончил выступление | Закончил выступление |

### Шоссейный велоспорт
Мужчины
| Спортсмен        | Соревнование    | Время           | Место |
| ---------------- | --------------- | --------------- | ----- |
| Джексон Родригес | Групповая гонка | 6:26:17 (+2:28) | 29    |

Женщины
| Спортсмен      | Соревнование    | Время            | Место |
| -------------- | --------------- | ---------------- | ----- |
| Даниэль Гарсиа | Групповая гонка | 3:43:25 (+11:01) | 54    |
| Анхи Гонсалес  | Групповая гонка | 3:43:25 (+11:01) | 57    |

### Водные виды спорта

#### Плавание
Мужчины
| Спортсмен           | Дисциплина              | Предварительные | Предварительные | Полуфинал            | Полуфинал            | Финал                | Финал                |                      |
| Спортсмен           | Дисциплина              | Время           | Место           | Время                | Место                | Время                | Место                |                      |
| ------------------- | ----------------------- | --------------- | --------------- | -------------------- | -------------------- | -------------------- | -------------------- | -------------------- |
| Октавио Алеси       | 100 м Баттерфляй        | 53,58           | 38              | Закончил выступление | Закончил выступление | Закончил выступление | Закончил выступление | Закончил выступление |
| Эрвин Мальдонадо    | 10 км на открытой воде  |                 |                 |                      |                      | 1:52:13,6            | 10                   |                      |
| Алексис Маркес      | 200 м Баттерфляй        | 2:01,25         | 38              | Закончил выступление | Закончил выступление | Закончил выступление | Закончил выступление | Закончил выступление |
| Рикардо Монастериос | 1500 м Свободным стилем | 15:45,98        | 35              | Закончил выступление | Закончил выступление | Закончил выступление | Закончил выступление | Закончил выступление |
| Альберт Субиратс    | 100 м вольный стиль     | 48,97           | 21              | Закончил выступление | Закончил выступление | Закончил выступление | Закончил выступление | Закончил выступление |
| Альберт Субиратс    | 100 м Баттерфляй        | 51,71           | 8               | 51,82                | 11                   | Закончил выступление | Закончил выступление |                      |
| Даниэль Тирабисси   | 400 м вольным стилем    | 3:53.26         | 31              | Закончил выступление | Закончил выступление | Закончил выступление | Закончил выступление | Закончил выступление |

Женщины
| Спортсмен      | Дисциплина             | Предварительные | Предварительные | Полуфинал             | Полуфинал             | Финал                 | Финал                 |
| Спортсмен      | Дисциплина             | Время           | Место           | Время                 | Место                 | Время                 | Место                 |
| -------------- | ---------------------- | --------------- | --------------- | --------------------- | --------------------- | --------------------- | --------------------- |
| Анхрейна Пинто | 10 км на открытой воде |                 |                 |                       |                       | 1:59:00,0             | 8                     |
| Янель Пинто    | 400 м вольным стилем   | 4:18,09         | 32              | Закончила выступление | Закончила выступление | Закончила выступление | Закончила выступление |
| Арлене Семеко  | 50 м вольным стилем    | 0:24,98         | 10 Q            | 25,05                 | 15                    | Закончила выступление | Закончила выступление |
| Арлене Семеко  | 100 м вольным стилем   | 55,70           | 30              | Закончила выступление | Закончила выступление | Закончила выступление | Закончила выступление |

#### Прыжки в воду
Мужчины
| Спортсмен    | Соревнование | Предварительный этап | Предварительный этап | Полуфиналы           | Полуфиналы           | Полуфиналы           | Полуфиналы           | Финал                | Финал                | Финал                | Финал                |
| Спортсмен    | Соревнование | Очков                | Место                | Очков                | Место                | Всего очков          | Место                | Очков                | Место                | Всего очков          | Место                |
| ------------ | ------------ | -------------------- | -------------------- | -------------------- | -------------------- | -------------------- | -------------------- | -------------------- | -------------------- | -------------------- | -------------------- |
| Рамон Фумадо | Трамплин 3м  | 419.05               | 21                   | Закончил выступление | Закончил выступление | Закончил выступление | Закончил выступление | Закончил выступление | Закончил выступление | Закончил выступление | Закончил выступление |

### Волейбол

#### Мужчины

##### Состав команды
| - Энди Рохас - Карлос Техеда - Дави Юстис - Эрнандо Гомес - Фредди Седено - Иван Маркес | - Хоэль Сильва - Хорхе Сильва - Хуан Карлос Бланко - Луис Диас - Родман Валера - Рональд Мендес |

##### Выступление
Предварительный этап
Все время по пекинскому времени (UTC+8)
| Поз | Команда   | Очков | Игр | Поб | Пор | ОВ  | ОП  | Соот  | СВ | СП | Соот  |
| --- | --------- | ----- | --- | --- | --- | --- | --- | ----- | -- | -- | ----- |
| 1   | США       | 10    | 5   | 5   | 0   | 460 | 371 | 1.240 | 15 | 4  | 3.750 |
| 2   | Италия    | 9     | 5   | 4   | 1   | 439 | 401 | 1.095 | 13 | 6  | 2.167 |
| 3   | Болгария  | 8     | 5   | 3   | 2   | 446 | 440 | 1.014 | 10 | 9  | 1.111 |
| 4   | Китай     | 7     | 5   | 2   | 3   | 445 | 492 | 0.904 | 9  | 13 | 0.692 |
| 5   | Венесуэла | 6     | 5   | 1   | 4   | 421 | 451 | 0.933 | 8  | 12 | 0.667 |
| 6   | Япония    | 5     | 5   | 0   | 5   | 392 | 448 | 0.875 | 4  | 15 | 0.267 |

| 10 августа 2008 12:35 | Отчёт | США                                                        | 3 : 2 | Венесуэла | Столичный крытый стадион Зрителей: 11 000 Судьи: Константин Туфекчиев Умит Сокуллу |
| 10 августа 2008 12:35 | Отчёт | Счёт по сетам: 25 : 18, 25 : 18, 22 : 25, 21 : 25, 15 : 10 |       |           | Столичный крытый стадион Зрителей: 11 000 Судьи: Константин Туфекчиев Умит Сокуллу |
| 10 августа 2008 12:35 | Отчёт | 108                                                        | Очки  | 96        | Столичный крытый стадион Зрителей: 11 000 Судьи: Константин Туфекчиев Умит Сокуллу |

| 12 августа 2008 20:00 | Отчёт | Венесуэла                                        | 2 : 3 | Китай | Столичный крытый стадион Зрителей: 12 500 Судьи: Массимо Менгини Константин Туфекчиев |
| 12 августа 2008 20:00 | Отчёт | Счёт по сетам: 21:25, 25:21, 25:16, 21:25, 14:16 |       |       | Столичный крытый стадион Зрителей: 12 500 Судьи: Массимо Менгини Константин Туфекчиев |
| 12 августа 2008 20:00 | Отчёт | 106                                              | Очки  | 103   | Столичный крытый стадион Зрителей: 12 500 Судьи: Массимо Менгини Константин Туфекчиев |

| 14 августа 2008 10:00 | Отчёт | Италия                             | 3 : 0 | Венесуэла | Пекинский институт технологий Зрителей: 3 300 Судьи: Мохаммед Шахмири Митч Дэвидсон |
| 14 августа 2008 10:00 | Отчёт | Счёт по сетам: 25:21, 25:20, 25:21 |       |           | Пекинский институт технологий Зрителей: 3 300 Судьи: Мохаммед Шахмири Митч Дэвидсон |
| 14 августа 2008 10:00 | Отчёт | 75                                 | Очки  | 62        | Пекинский институт технологий Зрителей: 3 300 Судьи: Мохаммед Шахмири Митч Дэвидсон |

| 16 августа 2008 22:00 | Отчёт | Венесуэла                          | 3 : 0 | Япония | Столичный крытый стадион Зрителей: 7 500 Судьи: Митч Дэвидсон Виктор Мануэль Родригес |
| 16 августа 2008 22:00 | Отчёт | Счёт по сетам: 25:23, 25:21, 25:23 |       |        | Столичный крытый стадион Зрителей: 7 500 Судьи: Митч Дэвидсон Виктор Мануэль Родригес |
| 16 августа 2008 22:00 | Отчёт | 75                                 | Очки  | 67     | Столичный крытый стадион Зрителей: 7 500 Судьи: Митч Дэвидсон Виктор Мануэль Родригес |

| 18 августа 2008 10:00 | Отчёт | Болгария                                  | 3 : 1 | Венесуэла | Пекинский институт технологий Зрителей: 3 400 Судьи: Мохаммед Шахмири Лаэрт Франциско де Соуза |
| 18 августа 2008 10:00 | Отчёт | Счёт по сетам: 23:25, 25:19, 25:16, 25:22 |       |           | Пекинский институт технологий Зрителей: 3 400 Судьи: Мохаммед Шахмири Лаэрт Франциско де Соуза |
| 18 августа 2008 10:00 | Отчёт | 98                                        | Очки  | 82        | Пекинский институт технологий Зрителей: 3 400 Судьи: Мохаммед Шахмири Лаэрт Франциско де Соуза |

#### Женщины

##### Состав команды
| - Алеоскар Бланко - Даймарис Брито - Десире Глод - Хенесис Франсеско - Херальдина Кихада - Хайсе Андраде | - Лус Дельфинес - Мария Хосе Перес - Мария Валеро - Росланди Акоста - Ширли Флориан - Эссика Пас |

##### Выступление
Всё время по пекинскому времени (UTC+8)
| Место | Команда   | Очки | Победы | Поражения | Очки выигр. | Очки проигр. | Отношение | Сеты выигр. | Сеты проигр. | Отношение |
| ----- | --------- | ---- | ------ | --------- | ----------- | ------------ | --------- | ----------- | ------------ | --------- |
| 1     | Куба      | 10   | 5      | 0         | 426         | 371          | 1.148     | 15          | 3            | 5.000     |
| 2     | США       | 9    | 4      | 1         | 459         | 441          | 1.041     | 12          | 9            | 1.333     |
| 3     | Китай     | 8    | 3      | 2         | 467         | 395          | 1.182     | 13          | 7            | 1.857     |
| 4     | Япония    | 7    | 2      | 3         | 381         | 389          | 0.979     | 7           | 11           | 0.636     |
| 5     | Польша    | 6    | 1      | 4         | 441         | 445          | 0.991     | 9           | 12           | 0.750     |
| 6     | Венесуэла | 5    | 0      | 5         | 262         | 395          | 0.663     | 1           | 15           | 0.067     |

| 9 августа 2008 20:00 | Отчёт | Китай                              | 3 : 0 | Венесуэла | Столичный крытый стадион Зрителей: 12 000 Судьи: Деян Жованович Патрик Дерегнаукоурт |
| 9 августа 2008 20:00 | Отчёт | Счёт по сетам: 25:13, 25:13, 25:18 |       |           | Столичный крытый стадион Зрителей: 12 000 Судьи: Деян Жованович Патрик Дерегнаукоурт |
| 9 августа 2008 20:00 | Отчёт | 75                                 | Очки  | 44        | Столичный крытый стадион Зрителей: 12 000 Судьи: Деян Жованович Патрик Дерегнаукоурт |

| 11 августа 2008 22:15 | Отчёт | Венесуэла                          | 0 : 3 | Япония | Столичный крытый стадион Зрителей: 5 000 Судьи: Карин Захорцова Франс Лодерус |
| 11 августа 2008 22:15 | Отчёт | Счёт по сетам: 12:25, 17:25, 12:25 |       |        | Столичный крытый стадион Зрителей: 5 000 Судьи: Карин Захорцова Франс Лодерус |
| 11 августа 2008 22:15 | Отчёт | 41                                 | Очки  | 75     | Столичный крытый стадион Зрителей: 5 000 Судьи: Карин Захорцова Франс Лодерус |

| 13 августа 2008 12:00 | Отчёт | Венесуэла                                 | 1 : 3 | США | Пекинский институт технологий Зрителей: 3 400 Судьи: Андрей Зенович Деян Жованович |
| 13 августа 2008 12:00 | Отчёт | Счёт по сетам: 17:25, 25:20, 14:25, 18:25 |       |     | Пекинский институт технологий Зрителей: 3 400 Судьи: Андрей Зенович Деян Жованович |
| 13 августа 2008 12:00 | Отчёт | 74                                        | Очки  | 95  | Пекинский институт технологий Зрителей: 3 400 Судьи: Андрей Зенович Деян Жованович |

| 15 августа 2008 12:30 | Отчёт | Венесуэла                          | 0 : 3 | Польша | Столичный крытый стадион Зрителей: 11 000 Судьи: Жанпен Жикаракул Умберто Салас |
| 15 августа 2008 12:30 | Отчёт | Счёт по сетам: 12:25, 12:25, 20:25 |       |        | Столичный крытый стадион Зрителей: 11 000 Судьи: Жанпен Жикаракул Умберто Салас |
| 15 августа 2008 12:30 | Отчёт | 44                                 | Очки  | 75     | Столичный крытый стадион Зрителей: 11 000 Судьи: Жанпен Жикаракул Умберто Салас |

| 17 августа 2008 12:00 | Отчёт | Куба                               | 3 : 0 | Венесуэла | Пекинский институт технологий Зрителей: 3 500 Судьи: Андрей Зенович Константин Туфекчиев |
| 17 августа 2008 12:00 | Отчёт | Счёт по сетам: 25:20, 25:20, 25:19 |       |           | Пекинский институт технологий Зрителей: 3 500 Судьи: Андрей Зенович Константин Туфекчиев |
| 17 августа 2008 12:00 | Отчёт | 75                                 | Очки  | 59        | Пекинский институт технологий Зрителей: 3 500 Судьи: Андрей Зенович Константин Туфекчиев |

### Гимнастика

#### Спортивная гимнастика
Мужчины
| Спортсмен         | Соревнование                | Предварительный этап | Предварительный этап | Предварительный этап | Предварительный этап | Квалификация | Квалификация | Финал  | Финал | Итог   | Итог  |
| Спортсмен         | Соревнование                | Опорный прыжок       | Вольные              | Конь                 | Кольца               | Брусья       | Перекладины  | Итого  | Место | Итого  | Место |
| ----------------- | --------------------------- | -------------------- | -------------------- | -------------------- | -------------------- | ------------ | ------------ | ------ | ----- | ------ | ----- |
| Хосе Луис Фуэнтес | Индивидуальные соревнования | 15,675               | 14,150               | 15,525               | 14,850               | 15,375       | 14,750       | 90,325 | 15 Q  | 86.300 | 22    |

Женщины
| Спортсмен     | Соревнование                | Предварительный этап | Предварительный этап | Предварительный этап | Предварительный этап | Квалификация | Квалификация          | Финал                 | Финал |
| Спортсмен     | Соревнование                | Опорный прыжок       | Вольные              | Брусья               | Бревно               | Итого        | Место                 | Итого                 | Место |
| ------------- | --------------------------- | -------------------- | -------------------- | -------------------- | -------------------- | ------------ | --------------------- | --------------------- | ----- |
| Хассика Лопес | Индивидуальные соревнования | 14,375               | 13,450               | 13,050               | 56,175               | 43           | Закончила выступление | Закончила выступление |       |

### Гребля на байдарках и каноэ

#### Гребля на байдарках и каноэ
Спортсменов — 3
Мужчины
| Спортсмен                             | Соревнование | Предварительный этап | Предварительный этап | Полуфиналы | Полуфиналы | Финал                | Финал                |
| Спортсмен                             | Соревнование | Время                | Место                | Время      | Место      | Время                | Место                |
| ------------------------------------- | ------------ | -------------------- | -------------------- | ---------- | ---------- | -------------------- | -------------------- |
| Габриэль Родригес Хосе Джованни Рамос | К-2 500 м    | 1:34,220             | 8                    | 1:37,285   | 9          | Закончил выступление | Закончил выступление |

Женщины
| Спортсмен        | Соревнование | Предварительный этап | Предварительный этап | Полуфиналы | Полуфиналы | Финал                | Финал                |
| Спортсмен        | Соревнование | Время                | Место                | Время      | Место      | Время                | Место                |
| ---------------- | ------------ | -------------------- | -------------------- | ---------- | ---------- | -------------------- | -------------------- |
| Сульмарис Санчес | К-1 500 м    | 1:57,728             | 7                    | 2:02,764   | 9          | Закончил выступление | Закончил выступление |

### Дзюдо
Мужчины
| Спортсмены       | в/к       | Предварительно                 | 1/32                              | 1/16                                     | Четвертьфинал                 | Полуфинал            | Первый доп. раунд    | Утешительный четвертьфинал    | Утешительный полуфинал | Финал                |
| Спортсмены       | в/к       | Соперник Результат             | Соперник Результат                | Соперник Результат                       | Соперник Результат            | Соперник Результат   | Соперник Результат   | Соперник Результат            | Соперник Результат     | Соперник Результат   |
| ---------------- | --------- | ------------------------------ | --------------------------------- | ---------------------------------------- | ----------------------------- | -------------------- | -------------------- | ----------------------------- | ---------------------- | -------------------- |
| Хавьер Гедес     | До 60 кг  |                                | Альберт Техов Поб - 1000 / 0000   | Тарадже Уильямс-Мюррей Поб - 1000 / 0000 | Рубен Хукес Пор - 0001 / 0010 | Закончил выступление |                      | Фрезер Уилл Пор - 0000 / 1000 | Закончил выступление   | Закончил выступление |
| Людвиг Ортис     | До 66 кг  | Педру Диаш Пор - 0001 / 0010   | Закончил выступление              | Закончил выступление                     | Закончил выступление          | Закончил выступление | Закончил выступление | Закончил выступление          | Закончил выступление   | Закончил выступление |
| Ричард Леон      | До 73 кг  | Си Риджигава Пор - 0000 / 0001 | Закончил выступление              | Закончил выступление                     | Закончил выступление          | Закончил выступление | Закончил выступление | Закончил выступление          | Закончил выступление   | Закончил выступление |
| Хосе Камачо      | До 90 кг  |                                | Валентин Греков Поб - 1000 / 0000 | Эдуардо Сантос Пор - 0000 / 1000         | Закончил выступление          | Закончил выступление | Закончил выступление | Закончил выступление          | Закончил выступление   | Закончил выступление |
| Альбенис Росалес | До 100 кг | Янг Сунг-Хо Пор - 0001 / 1010  | Закончил выступление              | Закончил выступление                     | Закончил выступление          | Закончил выступление | Закончил выступление | Закончил выступление          | Закончил выступление   | Закончил выступление |

Женщины
| Спортсмен     | в/к      | Предварительно              | 1/32                          | 1/16                  | Четвертьфинал         | Полуфинал             | Первый доп. раунд                | Утешительный четвертьфинал     | Утешительный полуфинал         | Финал                 |
| Спортсмен     | в/к      | Соперник Результат          | Соперник Результат            | Соперник Результат    | Соперник Результат    | Соперник Результат    | Соперник Результат               | Соперник Результат             | Соперник Результат             | Соперник Результат    |
| ------------- | -------- | --------------------------- | ----------------------------- | --------------------- | --------------------- | --------------------- | -------------------------------- | ------------------------------ | ------------------------------ | --------------------- |
| Флор Велсакес | До 52 кг |                             | Ан Кум-Ае Пор 0001 / 1000     | Закончила выступление | Закончила выступление | Закончила выступление | \|Ягнелис Местре Поб 0001 / 0000 | Шолпан Калиева Пор 0000 / 0010 | Закончила выступление          | Закончила выступление |
| Исис Баррето  | До 63 кг | Сесиль Хане Поб 1012 / 0000 | Ауми Танимото Пор 0000 / 1000 | Закончила выступление | Закончила выступление | Закончила выступление |                                  | Конг-Я Юнг Поб 1001 / 0100     | Клаудия Хайлль Пор 0001 / 0030 | Закончила выступление |

### Конный спорт
Спортсменов — 1
Индивидуальная выездка
| Спортсмен     | Лошадь  | Соревнование | Раунд 1 | Раунд 1 | Раунд 2 | Раунд 2 | Раунд 2 | Раунд 3 | Раунд 3 | Раунд 3 | Финал                | Финал                | Финал                | Финал                | Финал                | Финал                |
| Спортсмен     | Лошадь  | Соревнование | Раунд 1 | Раунд 1 | Раунд 2 | Раунд 2 | Раунд 2 | Раунд 3 | Раунд 3 | Раунд 3 | Раунд A              | Раунд A              | Раунд B              | Раунд B              | Итого                | Итого                |
| Спортсмен     | Лошадь  | Соревнование | Штраф   | Место   | Штраф   | Итого   | Место   | Штраф   | Итого   | Место   | Штраф                | Место                | Штраф                | Место                | Штраф                | Место                |
| ------------- | ------- | ------------ | ------- | ------- | ------- | ------- | ------- | ------- | ------- | ------- | -------------------- | -------------------- | -------------------- | -------------------- | -------------------- | -------------------- |
| Пабло Барриос | Синатра | Личные       | 9       | =52     | 14      | 23      | 50 Q    | 20      | 43      | =44     | Закончил выступление | Закончил выступление | Закончил выступление | Закончил выступление | Закончил выступление | Закончил выступление |

### Настольный теннис
Женщины
| Спортсмен     | Категория         | Предварительный этап | Этап 1               | Этап 2                | Этап 3                | Этап 4                | Четвертьфинал         | Полуфинал             | Финал                 |
| Спортсмен     | Категория         | Соперник Результат   | Соперник Результат   | Соперник Результат    | Соперник Результат    | Соперник Результат    | Соперник Результат    | Соперник Результат    | Соперник Результат    |
| ------------- | ----------------- | -------------------- | -------------------- | --------------------- | --------------------- | --------------------- | --------------------- | --------------------- | --------------------- |
| Фабиола Рамос | Личное первенство | Джуди Лонг Поб 4 - 1 | Ким Ми Юнг Пор 0 - 4 | Закончила выступление | Закончила выступление | Закончила выступление | Закончила выступление | Закончила выступление | Закончила выступление |

### Парусный спорт
Мужчины
| Спортсмен        | Класс        | Гонка | Гонка | Гонка | Гонка | Гонка | Гонка | Гонка | Гонка | Гонка | Гонка | Гонка | Очков | Место |
| Спортсмен        | Класс        | 1     | 2     | 3     | 4     | 5     | 6     | 7     | 8     | 9     | 10    | 11    | Очков | Место |
| ---------------- | ------------ | ----- | ----- | ----- | ----- | ----- | ----- | ----- | ----- | ----- | ----- | ----- | ----- | ----- |
| Карлос Флорес    | Парус        | 32    | 33    | 33    | 35    | 21    | 22    | 27    | 28    | 22    | 14    | EL    | 232   | 29    |
| Хосе Мигель Руис | Лазер Радиал | 39    | 40    | 23    | 29    | 40    | 29    | 33    | 32    | 24    | CAN   | EL    | 249   | 39    |

Открытый
| Спортсмен    | Класс | Гонки | Гонки | Гонки | Гонки | Гонки | Гонки | Гонки | Гонки | Гонки | Гонки | Гонки | Очков | Место |
| Спортсмен    | Класс | 1     | 2     | 3     | 4     | 5     | 6     | 7     | 8     | 9     | 10    | 11    | Очков | Место |
| ------------ | ----- | ----- | ----- | ----- | ----- | ----- | ----- | ----- | ----- | ----- | ----- | ----- | ----- | ----- |
| Хони Бильбао | Финн  | 26    | 12    | 25    | 23    | 26    | 25    | 20    | 18    | CAN   | CAN   | EL    | 175   | 26    |

### Софтбол
Состав Команды
- Денисе Фуэнмайор
- Херальдина Пуэртас
- Хинетх Пиментель
- Хохана Гомес
- Мария Сото
- Марианелла Кастельянос
- Маулес Родригес
- Милеинис Гратероль
- Рубелина Рохас
- Яисель Сохо
- Юруби Аликарт
- Юсмари Перес
- Сулейма Киримелье

| Место | Команда          | В | П | ПВ | ПП |
| ----- | ---------------- | - | - | -- | -- |
| 1     | США              | 7 | 0 | 53 | 1  |
| 2     | Япония           | 6 | 1 | 23 | 13 |
| 3     | Австралия        | 5 | 2 | 30 | 11 |
| 4     | Канада           | 3 | 4 | 17 | 23 |
| 5     | Китай            | 2 | 5 | 19 | 21 |
| 6     | Китайский Тайбэй | 2 | 5 | 10 | 23 |
| 7     | Венесуэла        | 2 | 5 | 15 | 35 |
| 8     | Нидерланды       | 1 | 6 | 8  | 48 |

| Команда   | 1 | 2 | 3 | 4 | 5 | 6 | 7 | Всего |
| --------- | - | - | - | - | - | - | - | ----- |
| США       | 0 | 4 | 2 | 5 | 0 | Х | Х | 11    |
| Венесуэла | 0 | 0 | 0 | 0 | 0 | Х | Х | 0     |

| Команда   | 1 | 2 | 3 | 4 | 5 | 6 | 7 | Всего |
| --------- | - | - | - | - | - | - | - | ----- |
| Китай     | 1 | 0 | 1 | 0 | 3 | 1 | 1 | 7     |
| Венесуэла | 0 | 0 | 0 | 1 | 0 | 0 | 0 | 1     |

| Команда          | 1 | 2 | 3 | 4 | 5 | 6 | 7 | Всего |
| ---------------- | - | - | - | - | - | - | - | ----- |
| Китайский Тайбэй | 2 | 0 | 0 | 1 | 0 | 0 | X | 3     |
| Венесуэла        | 0 | 0 | 0 | 0 | 0 | 0 | 0 | 0     |

| Команда    | 1 | 2 | 3 | 4 | 5 | 6 | 7 | Всего |
| ---------- | - | - | - | - | - | - | - | ----- |
| Венесуэла  | 3 | 3 | 0 | 2 | X | X | X | 8     |
| Нидерланды | 0 | 0 | 0 | 0 | 0 | X | X | 0     |

| Команда   | 1 | 2 | 3 | 4 | 5 | 6 | 7 | Всего |
| --------- | - | - | - | - | - | - | - | ----- |
| Венесуэла | 1 | 0 | 0 | 1 | 0 | 0 | 0 | 2     |
| Канада    | 0 | 0 | 0 | 0 | 0 | 0 | 0 | 0     |

| Команда   | 1 | 2 | 3 | 4 | 5 | 6 | 7 | Всего |
| --------- | - | - | - | - | - | - | - | ----- |
| Венесуэла | 0 | 0 | 1 | 1 | 0 | 0 | 0 | 2     |
| Япония    | 0 | 0 | 0 | 1 | 4 | 0 | X | 5     |

| \| Команда \| 1 \| 2 \| 3 \| 4 \| 5 \| 6 \| 7 \| Всего \| \| --------- \| - \| - \| - \| - \| - \| - \| - \| ----- \| \| Венесуэла \| 0 \| 0 \| 0 \| 0 \| 2 \| X \| X \| 2 \| \| Австралия \| 4 \| 1 \| 0 \| 4 \| 0 \| X \| X \| 9 \| |   |   |   |   |   |   |   |       |
| Команда | 1 | 2 | 3 | 4 | 5 | 6 | 7 | Всего |
| Венесуэла | 0 | 0 | 0 | 0 | 2 | X | X | 2     |
| Австралия | 4 | 1 | 0 | 4 | 0 | X | X | 9     |

### Стрельба
Женщины
| Спортсмен      | Дисциплина                   | Квалификация | Квалификация | Финал                 | Финал                 | Место |
| Спортсмен      | Дисциплина                   | Очков        | Место        | Очков                 | Итог                  | Место |
| -------------- | ---------------------------- | ------------ | ------------ | --------------------- | --------------------- | ----- |
| Дилиана Мендес | 10 м винтовка                | 386          | 43           | Закончила выступление | Закончила выступление | 43    |
| Дилиана Мендес | 50 м винтовка с трёх позиций | 568          | 39           | Закончила выступление | Закончила выступление | 39    |

### Стрельба из лука
Женщины
| Спортсмен    | Соревнование                | Предварительный раунд | Предварительный раунд | 1/64                     | 1/32                              | 1/16                  | Четвертьфиналы        | Полуфиналы            | Матч за 3-е место     | Финал                 | Место |
| Спортсмен    | Соревнование                | Очков                 | Номер посева          | Соперник Результат       | Соперник Результат                | Соперник Результат    | Соперник Результат    | Соперник Результат    | Соперник Результат    | Соперник Результат    | Место |
| ------------ | --------------------------- | --------------------- | --------------------- | ------------------------ | --------------------------------- | --------------------- | --------------------- | --------------------- | --------------------- | --------------------- | ----- |
| Лейдис Брито | Индивидуальные соревнования | 628                   | 36                    | Ву Хуи Ю (29) Поб 104:98 | Хатуна Нариманидзе (4) Пор 111-98 | Закончила выступление | Закончила выступление | Закончила выступление | Закончила выступление | Закончила выступление |       |

### Теннис
Женщины
| Спортсмен       | Соревнование | 1/64             | 1/64        | 1/32                  | 1/32                  | 1/16                  | 1/16                  | Четвертьфинал         | Четвертьфинал         | Полуфинал             | Полуфинал             | Финал                 | Финал                 | Финал                 |
| Спортсмен       | Соревнование | Соперница        | Счёт        | Соперница             | Счёт                  | Соперница             | Счёт                  | Соперница             | Счёт                  | Соперница             | Счёт                  | Соперница             | Счёт                  | Место                 |
| --------------- | ------------ | ---------------- | ----------- | --------------------- | --------------------- | --------------------- | --------------------- | --------------------- | --------------------- | --------------------- | --------------------- | --------------------- | --------------------- | --------------------- |
| Милагрос Секера | Одиночно     | Алёна Бондаренко | Пор 3-6 0-1 | Закончила выступление | Закончила выступление | Закончила выступление | Закончила выступление | Закончила выступление | Закончила выступление | Закончила выступление | Закончила выступление | Закончила выступление | Закончила выступление | Закончила выступление |

### Тхэквондо
Мужчины
| Спортсмен     | в/к         | 1/16                                 | Quarterfinals        | Semifinals           | Repechage Quarterfinals | Repechage Semifinals | Final                |
| Спортсмен     | в/к         | Соперник Результат                   | Соперник Результат   | Соперник Результат   | Соперник Результат      | Соперник Результат   | Соперник Результат   |
| ------------- | ----------- | ------------------------------------ | -------------------- | -------------------- | ----------------------- | -------------------- | -------------------- |
| Карлос Васкес | До 80 кг    | Лионел Багуисси Поб 5-0              | Аарон Кук Пор 5-2    | Закончил выступление | Закончил выступление    | Закончил выступление | Закончил выступление |
| Хуан Диас     | Свыше 80 кг | Абделькадер Зрури Пор KO Round2 1:40 | Закончил выступление | Закончил выступление | Закончил выступление    | Закончил выступление | Закончил выступление |

Женщины
| Спортсмен       | в/к         | 1/16                   | Четвертьфинал            | Полуфинал                 | Утешительный четвертьфинал | Утешительный полуфинал   | Финал                 | Место                 |
| Спортсмен       | в/к         | Соперник Результат     | Соперник Результат       | Соперник Результат        | Соперник Результат         | Соперник Результат       | Соперник Результат    | Место                 |
| --------------- | ----------- | ---------------------- | ------------------------ | ------------------------- | -------------------------- | ------------------------ | --------------------- | --------------------- |
| Далия Контрерас | До 49 кг    | Сумейе Гулец Поб 4 - 2 | Шарлотта Крейг Поб 3 - 2 | Буттри Пуедпонг Пор 2 - 2 |                            | Милдред Аланго Поб 2 - 0 | Закончила выступление |                       |
| Адриана Кармона | Свыше 67 кг | Чэнь Чжун Пор 3 - 1    | Закончила выступление    | Закончила выступление     | Закончила выступление      | Закончила выступление    | Закончила выступление | Закончила выступление |

### Тяжёлая атлетика
Мужчины
| Спортсмен            | в/к      | Рывок | Рывок | Толчок | Толчок | Всего | место |
| Спортсмен            | в/к      | Итог  | Место | Итог   | Место  | Всего | место |
| -------------------- | -------- | ----- | ----- | ------ | ------ | ----- | ----- |
| Исраэль Хосе Рубио   | До 69 кг | 139   | 10    | 167    | 12     | 306   | 13    |
| Хосе Окандо          | До 77 кг | 140   | 19    | 182    | 15     | 322   | 17    |
| Октавио Мехиас       | До 77 кг | 140   | 13    | выбыл  | выбыл  | выбыл | выбыл |
| Хербис Чарлис Маркес | До 85 кг | выбыл | выбыл | выбыл  | выбыл  | выбыл | выбыл |

Женщины
| Спортсмен          | в/к      | Рывок | Рывок | Толчок | Толчок | Всего  | Место  |
| Спортсмен          | в/к      | Итог  | Место | Итог   | Место  | Всего  | Место  |
| ------------------ | -------- | ----- | ----- | ------ | ------ | ------ | ------ |
| Худитх Чакон       | До 53 кг | 80    | 9     | 101    | 9      | 181    | 9      |
| Соленни Вильясмиль | До 63 кг | 90    | 12    | 115    | 13     | 205    | 13     |
| Иринер Хименес     | До 69 кг | 90    | 8     | Выбыла | Выбыла | Выбыла | Выбыла |

### Фехтование
Спортсменов — 9
Мужчины
| Спортсмен                                                          | Соревнование  | 1/64                         | 1/32                      | 1/16                 | Четвертьфиналы       | Полуфиналы            | Матч за 3-е место     | Финал                 | Место                 |
| Спортсмен                                                          | Соревнование  | Соперник Результат           | Соперник Результат        | Соперник Результат   | Соперник Результат   | Соперник Результат    | Соперник Результат    | Соперник Результат    | Место                 |
| ------------------------------------------------------------------ | ------------- | ---------------------------- | ------------------------- | -------------------- | -------------------- | --------------------- | --------------------- | --------------------- | --------------------- |
| Сильвио Фернандес                                                  | Лично шпага   |                              | Парис Иностроса Поб 15-11 | Габор Бочко Пор 9-15 | Закончил выступление | Закончил выступление  | Закончил выступление  | Закончил выступление  | Закончил выступление  |
| Рубен Лимардо                                                      | Лично шпага   |                              | Дмитрий Чумак Пор 13-15   | Закончил выступление | Закончил выступление | Закончил выступление  | Закончил выступление  | Закончил выступление  | Закончил выступление  |
| Вольфганг Махиас                                                   | Лично шпага   | Стурла Торкильдсен Пор 11-12 | Закончил выступление      | Закончил выступление | Закончил выступление | Закончил выступление  | Закончил выступление  | Закончил выступление  | Закончил выступление  |
| Карлос Браво                                                       | Лично сабля   | Марцин Кониус Пор 10-15      | Закончил выступление      | Закончил выступление | Закончил выступление | Закончил выступление  | Закончил выступление  | Закончил выступление  | Закончил выступление  |
| Сильвио Фернандес Франсеско Лимардо Рубен Лимардо Вольфганг Мехиас | Команда шпага |                              |                           |                      | Пор 33-45            | Закончили выступление | Закончили выступление | Закончили выступление | Закончили выступление |

Женщины
| Спортсмен         | Соревнование | 1/64               | 1/32                    | 1/16                  | Четвертьфиналы        | Полуфиналы            | Матч за 3-е место     | Финал                 | Место                 |                       |
| Спортсмен         | Соревнование | Соперник Результат | Соперник Результат      | Соперник Результат    | Соперник Результат    | Соперник Результат    | Соперник Результат    | Соперник Результат    | Место                 |                       |
| ----------------- | ------------ | ------------------ | ----------------------- | --------------------- | --------------------- | --------------------- | --------------------- | --------------------- | --------------------- | --------------------- |
| Мария Мартинес    | Лично шпага  |                    | Софи Ламон Пор 9 -15    | Закончила выступление | Закончила выступление | Закончила выступление | Закончила выступление | Закончила выступление | Закончила выступление | Закончила выступление |
| Алехандра Бенитес | Лично шпага  |                    | Богна Йозвяк Пор 11 -15 | Закончила выступление | Закончила выступление | Закончила выступление | Закончила выступление | Закончила выступление | Закончила выступление | Закончила выступление |
| Мариан Гонсалес   | Лично рапира |                    | Габриела Варга Пор 2-15 | Закончила выступление | Закончила выступление | Закончила выступление | Закончила выступление | Закончила выступление | Закончила выступление |                       |